# Bamse (película)
Bamse es una película sueca de 1968 dirigida por Arne Mattsson.

## Argumento
Un oso de peluche del personaje de historietas Bamse es encontrado en el automóvil en el que murió el empresario Christer Berg en un accidente de tránsito. El hijo de Berg, Christer Berg Jr. (Björn Thambert) rastrea al dueño del osito de peluche, descubriendo que es la amante de su padre, Barbro (Grynet Molvig). Christer Jr. inventa un plan para humillarla, presentándola a su madre como su nueva prometida, pero él termina enamorándose de ella, y ella ve en él los recuerdos de su amante muerto, por lo que tienen que decidir sobre su historia de amor.

## Reparto
- Grynet Molvig - Barbro Persson.
- Björn Thambert - Christer Berg Jr.
- Ulla Jacobsson - Vera Berg.
- Folke Sundquist - Christer Berg.
- Gio Petré - Auxiliar de farmacia, amiga de Barbro.
- Pia Rydwall - Greta.
- Henning Sjöström - Abogado.
- Poul Hagen - Portero y cochero en el hotel en Dinamarca.

## Producción
La película fue la película número cincuenta de Mattsson, y reunió después de 17 años a Ulla Jacobsson y Folke Sundquist después de Un solo verano de felicidad, también de Mattsson, en la que fue la última aparición en el cine de Sundquist. Los críticos fueron predominantemente críticos con la película, pero positivos con la actuación de Grynet Molvig.